# Mitchell Weiser
Mitchell Weiser (Troisdorf, 21 de abril 1994) é um futebolista alemão que atua como meia atacante e ponteiro. Defende atualmente o Werder Bremen.

## Carreira
O filho do ex-futebolista alemão Patrick Weiser começou sua carreira no departamento de jovens da Colônia na temporada 2005-06. Ele venceu sua primeira Copa com a equipe Sub-17 em 2011. O jogador deu nas vistas com uma série de exibições no Campeonato Europeu de Futebol Sub-17 de 2011, no qual a Alemanha foi finalista, vencida após perder a final com os Paises Baixos. Ele fez sua estreia na Bundesliga em 25 de fevereiro de 2013 em uma partida contra o Bayer Leverkusen como o jogador mais jovem do clube.

Em 1 de junho de 2012, ele se transferiu ao Bayern de Munique. Foi emprestado em janeiro de 2013 ao 1. FC Kaiserslautern até o final daquela temporada.

## Títulos
Bayern de Munique
- Campeonato Alemão: 2013–14, 2014–15
- Copa da Alemanha: 2013–14
- Copa Uli Hoeneß: 2013
- Supercopa da Alemanha: 2012
- Copa do Mundo de Clubes da FIFA: 2013

Alemanha
- Campeonato Europeu Sub-21: 2017

### Prêmios individuais
- Equipe do torneio do Campeonato Europeu Sub-17 de 2011